# Frauenstein, Mittelsachsen
Frauenstein là một đô thị ở huyện Mittelsachsen, trong bang tự do Sachsen, Đức. Đô thị này nằm ở phía đông dãy núi Ore, 19 km về phía đông nam Freiberg, và 33 km về phía tây nam Dresden.